# Томаш Нецид
Томаш Нецид (чеськ. Tomáš Necid, нар. 13 серпня 1989, Прага) — чеський футболіст, нападник чеського клубу «Богеміанс 1905».

## Клубна кар'єра
Вихованець юнацьких команд футбольних клубів «Сокол Стодольки» та «Славія» (Прага).
У дорослому футболі дебютував 2006 року виступами за команду клубу «Славія», в якій провів один сезон, взявши участь у 16 матчах чемпіонату. 
2008 року деякий час захищав на умовах оренди кольори команди клубу «Яблонець». Повернувшись до «Славії» з оренди, провів у її складі першу половину сезону 2008-09, протягом якої продемонстрував неабиякий бомбардирський хист, забивши 11 голів у 16 матчах першості. 
На початку 2009 року перспективний чеський нападник приєднався до московського ЦСКА. Дебютував у складі «армійців» 7 березня 2009 року у грі за Суперкубок Росії. Вийшов на заміну наприкінці основного часу зустрічі, а у додатковий час став автором переможного для ЦСКА голу.
Протягом декількох сезонів був основним нападником московських «армійців», проте згодом втратив стабільне місце в основі і 2013 року на умовах оренди приєднався до грецького ПАОКа.

## Виступи за збірні
2005 року дебютував у складі юнацької збірної Чехії, взяв участь у 46 іграх на юнацькому рівні (за команди різних вікових категорій), відзначившись 32 забитими голами.
2008 року залучався до складу молодіжної збірної Чехії, за яку провів одну гру. 
Того ж 2008 року дебютував в офіційних матчах у складі національної збірної Чехії. Наразі провів у формі головної команди країни 25 матчів, забивши 7 голів.

## Титули і досягнення
- Чемпіон Чехії (2):

«Славія» (Прага):  2007-08, 2008-09
- Чемпіон Росії (1):

ЦСКА (Москва):  2012-13
- Володар Кубка Росії (3):

ЦСКА (Москва):  2008-09, 2010-11, 2012-13
- Володар Суперкубка Росії (3):

ЦСКА (Москва): 2009, 2013, 2014
- Володар Кубка Бельгії (1):

Зволле:  2013-14
- Чемпіон Польщі (1):

Легія (Варшава):  2016-17
- Володар Кубка Чехії (1):

«Славія» (Прага): 2017-18
Збірні
- Найкращий бомбардир чемпіонату Європи (U-17) (1): 2006
- Найкращий бомбардир Чемпіонат Європи (U-19) (1):  2008